# アマル・ロヒダン
アマル・ロヒダン（マレー語: Amar Rohidan、1987年4月23日 - ）は、マレーシアの元サッカー選手。元マレーシア代表。現役時代のポジションはMF。

## クラブ歴
2005年にプルリスFAで選手となり、同クラブに6シーズン在籍した。
2011年にはライバルであるケダFAに移籍、2シーズンをここで過ごした。2012シーズンには契約更新の打診があったものの、クラブのマレーシア・プレミアリーグ降格が決まると彼は調印を拒否した。
2013年にはFELDAユナイテッドFCに移籍。しかしシーズン終了後に解雇となった。
2014年にケランタンFAに2年契約で移籍した。モハマド・シャキル・シャーリが移籍すると彼の後任としてレギュラーメンバーとなった。
2016年にケダFAに復帰した。

## 代表歴
2009年に代表初出場。2010年11月にはラヤゴパル・クリシュナサミ監督から2010 AFFスズキカップの代表メンバーに選抜された。同大会でマレーシアは初優勝した。

## 個人
2011年3月13日に結婚した。

## タイトル

### クラブ
プルリスFA
- マレーシア・スーパーリーグ: 2005

準優勝: 2009
- マレーシアカップ: 2006

準優勝: 2005
- ピアラFAマレーシア: 2006, 2007
- スルタン・ハジ・アハマド・シャー・カップ: 2006, 2007

準優勝: 2005
ケランタンFA
- ピアラFAマレーシア

準優勝: 2015
ケダFA
- マレーシア・プレミアリーグ: 2015
- マレーシアカップ: 2016

### 代表
- 東南アジアサッカー選手権: 2010